# 1905 à Paris
 Chronologie de l'histoire de Paris
- 1901
- 1902
- 1903
- 1904
- 1905
- 1906
- 1907
- 1908
- 1909

Cette page concerne l'année 1905 du calendrier grégorien.

## Chronologie

### Janvier 1905
- x

### Février 1905
- x

### Mars 1905
- x

### Avril 1905
- x

### Mai 1905
- 29 mai : Inauguration du musée des arts décoratifs de Paris dans l'aile de Marsan du palais du Louvre
- 31 mai : attentat de la rue de Rohan

### Juin 1905
- x

### Juillet 1905
- x

### Août 1905
- x

### Septembre 1905
- x

### Octobre 1905
- x

### Novembre 1905
- x

### Décembre 1905
- x